# 李建华 (1956年)
李建华（1956年10月—），男，汉族，甘肃镇原人，中华人民共和国政治人物。西安交通大学工程力学系应用力学专业本科毕业，中共中央党校函授学院经济管理专业在职研究生班毕业，兰州理工大学材料加工工程专业工学博士学位。

## 生平
1974年12月参加工作，在甘肃白银有色金属公司深部铜矿当工人，1978年进入西安交通大学工程力学系应用力学专业学习，毕业后任化工部化工机械研究院工程师。曾经出版《断裂力学与压力容器缺陷评定》等专著12部，1986年获国家化工部科技进步一等奖一项，1987年获国家科技进步二等奖一项。
1989年被调入甘肃省劳动厅，历任锅炉压力容器安全监察处主任科员，甘肃省劳动安全监察检测研究中心副主任、省锅炉压力容器检验研究所所长、总工程师、高级工程师，副厅长等职务。1992年2月加入中国共产党。
2000年5月，任甘肃省质量技术监督局局长、党组书记。2002年11月，任中共金昌市委副书记、代市长，2003年3月当选为市长。2005年3月，任中共金昌市委书记。2007年2月，兼任市人大常委会主任。2008年2月，任中共酒泉市委书记，同年7月兼任市人大委员会主任。
2011年5月，任甘肃省人民政府副省长。2012年4月，任中共甘肃省委常委，同年10月兼任省委秘书长。2017年1月，当选甘肃省人大常委会副主任、党组副书记，同年5月不再担任中共甘肃省委常委。2018年1月，不再担任甘肃省人大常委会副主任、党组副书记。
2018年12月，李建华因为严重违纪被决定给予开除党籍、政务撤职处分，降为副处级非领导职务。